# Compsothespis occidentalis
Compsothespis occidentalis es una especie de mantis de la familia Mantidae.

## Distribución geográfica
Se encuentra en Burkina Faso, Costa de Marfil, Ghana y Guinea.